# Dendrobium xanthogenium
Dendrobium xanthogenium är en orkidéart som beskrevs av Rudolf Schlechter. Dendrobium xanthogenium ingår i släktet Dendrobium och familjen orkidéer. Inga underarter finns listade i Catalogue of Life.